# Cornelis Hendrik van de Linde

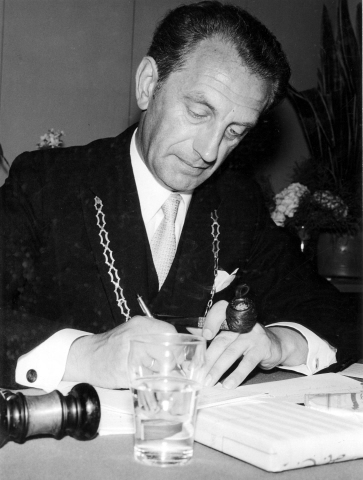
C.H. van de Linde

Cornelis Hendrik van de Linde (Tholen, 9 juli 1918 – 1 maart 2004) was een Nederlands politicus van de CHU.
Hij bezocht een lyceum in Haarlem en was aan het begin van zijn loopbaan volontair bij de gemeente Uitgeest. Later maakte hij de overstap naar de gemeente Marken waar hij het bracht tot waarnemend gemeentesecretaris. Vanaf 1947 was hij als commies werkzaam bij de gemeentesecretarie van Leiden en in september 1948 volgde hij Gerrit Grolleman, de latere burgemeester van Assen, op als gemeentesecretaris van Bruinisse. In juli 1959 werd Van de Linde burgemeester van die gemeente en in september 1969 volgde zijn benoeming tot burgemeester van Nieuwerkerk aan den IJssel. Midden 1983 ging Van de Linde daar met pensioen en begin 2004 overleed hij op 85-jarige leeftijd. In Nieuwerkerk aan den IJssel is de 'Burgemeester Van de Lindelaan' naar hem vernoemd.